# میکائل اومارتیان
میکائل اومارتیان (ارمنی: [] Error: {{Lang}}: فاقد متن (راهنما); انگلیسی: Michael Omartian؛ زادهٔ ۲۶ نوامبر ۱۹۴۵) تنظیم‌کننده و تهیه‌کننده موسیقی، نوازنده پیانو و کیبورد و موسیقی‌دان ارمنی‌تبار اهل ایالات متحده آمریکا است.
 وی از سال ۱۹۷۰ میلادی تاکنون مشغول فعالیت بوده‌است.
اومارتیان تهیه‌کنندگی آلبوم بسیاری از هنرمندان از جمله کلینت بلک، مایکل بولتون، دالی پارتن، دبی بون، کریستوفر کراس، جو اسپوزیتو، ایمی گرنت، ویتنی هیوستون، جکسون فایو، کلیف ریچارد، راد استوارت، دانا سامر و تریشا یروود را برعهده داشته‌است

## زندگی‌نامه
در ۲۶ نوامبر ۱۹۴۵ در اوانستون، ایلینوی به دنیا آمد و از فارغ‌التحصیل شد. وی همچنین برندهٔ جوایزی همچون جایزه گرمی بهترین آلبوم سال و جایزه گرمی ضبط سال شده‌است.